# Lucifer

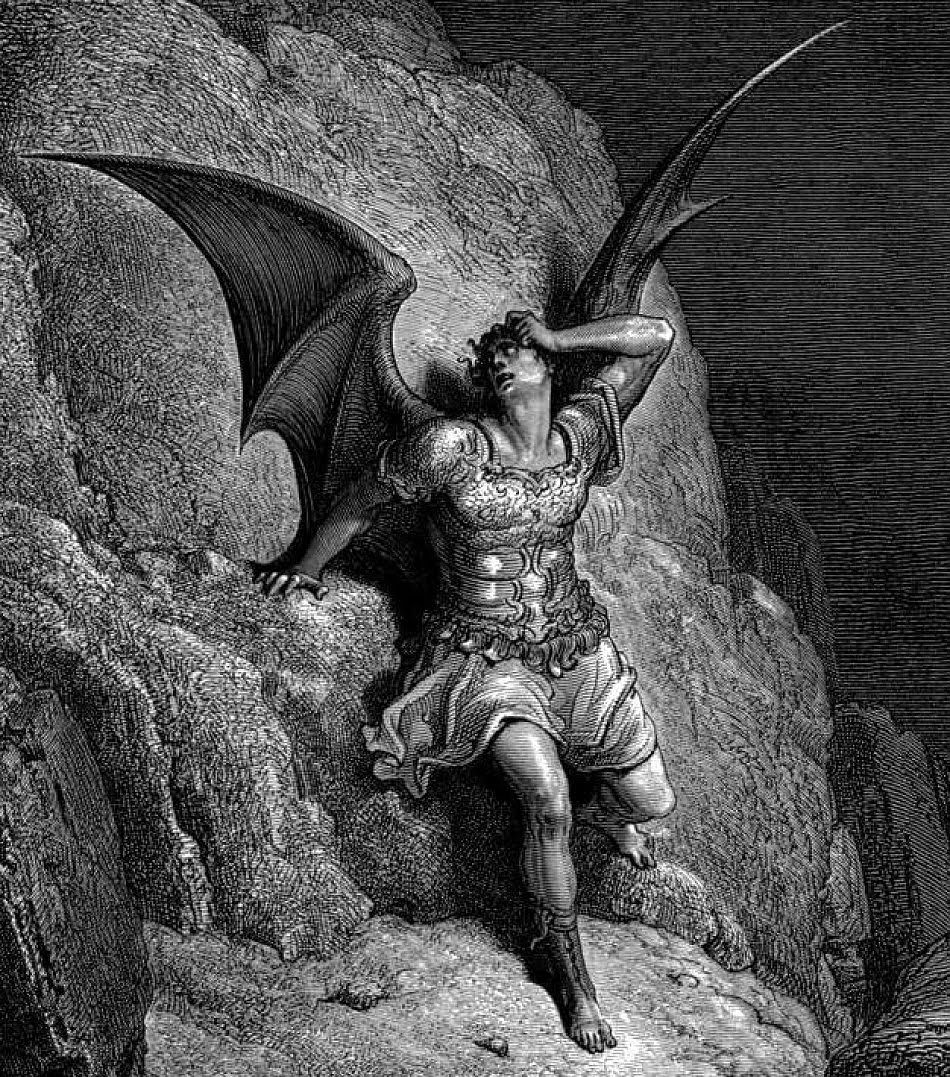
Gustave Doré Lucifer illusztrációja John Milton Elveszett Paradicsom (1667) című művéhez

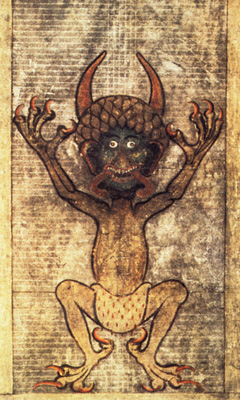
Sátán-Lucifer-ördög ábrázolás a Codex Gigasból, 13. század (Svéd Nemzeti Könyvtár)

Lucifer latin szóösszetétel a lux,  lucis (fény) és fero (hozni) szavakból, jelentése „fényhozó”. Görög és római költők használták a Vénusz bolygó jelzőjeként. A Vénusz bolygó héber neve, ben-shachar jelentése „a hajnal fia”. Leggyakoribb értelmezésben Lucifer az ördög, avagy a gonosz  megtestesülése. Más néven: Azázél vagy Sátán, arkangyalként: Helél.

## Az Újszövetségben
Aki titeket hallgat, engem hallgat. Aki titeket megvet, engem vet meg, aki pedig engem megvet, azt veti meg, aki küldött engem.' A tanítványok visszatérése. A hetvenkét tanítvány nagy örömmel tért vissza: 'Uram, mondták, a te nevedre még az ördögök is engedelmeskednek nekünk.' Ő így válaszolt: 'Láttam a sátánt: mint villám bukott le az égből. Hatalmat adtam nektek, hogy kígyókon és skorpiókon járjatok, hatalmat adtam nektek minden ellenséges erő fölött: semmi sem fog ártani nektek. Mégse annak örüljetek, hogy a gonosz lelkek engedelmeskednek nektek, hanem annak, hogy nevetek föl van jegyezve a mennyben."

## Az Ószövetségben
Szent Jeromos, amikor a Septuaginta alapján elkészítette Vulgatát, a Lucifer szót használta a phosphoros (hajnalhozó) fordításaként, többek között az Ézsaiás könyvében (14:12) is, ahol Babilon királyára utal. Tertullianus és Órigenész elbeszéléseikben a szöveget átértelmezve adták vissza, és a Lucifer szót tulajdonnévnek, az egyik arkangyal nevének olvasták. Lucifer az egyik legfőbb angyal volt, aki fellázadt Isten ellen, ezért kitaszították a mennyből; a Sátánnal és az ördöggel azonosították, az őt követő angyalokat pedig a démonokkal. Ebben a jelentésében a szót I. Gergely pápa honosította meg. Lucifer az emberi felvilágosítást is jelképezi, minthogy a kígyó a halhatatlanság és az isteni tudás fájáról való gyümölcs leszedésére biztatta Évát, az isteni tilalommal szembeszállva, ami nem feltétlenül azt jelenti, hogy Isten az embert sötétségben akarta hagyni, hanem hogy az egy isteni feladat kellett volna, hogy maradjon.

### Lucifer a héber Bibliában (Torah)
A héber Bibliában Ézsaiás 14:12-ben a helel ben-shachar (הילל בן שחר) kifejezés szerepel. Helel a Vénusz bolygó héber neve, ben-shachar jelentése „a hajnal fia”. Ézsaiás minden bizonnyal egy népszerű korabeli legendára utal, ami a hajnalcsillaghoz kötődik, és a túlzott büszkeség veszélyeire figyelmeztet (egy hasonló történet Phaetóné a görög mitológiában).
A későbbi zsidó hagyomány sokat foglalkozik az angyalok bukásával, akiket Samhazai és Azazel vezetett. A történetnek többféle befejezése is van; a Midrás egyik legendájában Samhazai csillagként függve marad félúton a menny és a föld között. Helel-Lucifer legendáját az i. e. 1. században kapcsolták össze Sátánnal; ez megfigyelhető például az Ádám és Éva könyve vagy a szláv Énókh könyve című apokrif iratokban. Az utóbbi szerint Sátán-Satanielt túlzott büszkeségéért levetették a mennyből, és azóta a levegőben repül a mélység felett.

## Alakja a Boszorkányok Evangéliumában
Charles Godfrey Leland 1899-ben megjelent könyvében (Aradia, avagy a boszorkányok evangéliuma), pozitív színben tűnik fel. Diana holdistennő testvéreként, és a vele közösen nemzett Aradia (A boszorkányok királynője) apjaként. Ebben a történetben Fényhozóként jelenik meg nővére, a Hold és az éjszaka ellentéteként.